# Liste des vicomtes du Maine
Liste des vicomtes du Maine
Au sein du comté du Maine se développa une dynastie vicomtale dont l'origine est peu connue.

Armes des Beaumont : chevronné d'or et de gueules de pièces

## Introduction
Les vicomtes du Maine, du Mans ou des Manceaux — car on leur donne ces noms avant de les dire vicomtes de Beaumont, de Sainte-Suzanne, du Lude, ou simplement vicomtes — eurent dans le Bas-Maine des possessions territoriales et une importance, quoique leurs domaines les plus nombreux et leur rôle historique les rattachent surtout au Haut-Maine et à l'Anjou.
Les vicomtes, comme il paraît dans les documents du Xe  et du  XIe siècle, toujours associés aux comtes, les remplaçaient à l'occasion. Leur charge devenue héréditaire comme celle des comtes et en même temps, avait dans le Maine une tout autre importance que dans les comtés d'une petite étendue, et même dans des subdivisions de comtés, comme il y en eut au XIIe  et au  XIIIe siècle. Ils furent largement dotés par le comte, non seulement au cours du XIe siècle comme les barons, mais dès le Xe siècle et même antérieurement. Il est vrai que plus tard l'importance de leurs fonctions diminua en même temps que leur rôle politique. De plus en plus riches, ils se virent réduits par la transformation des charges publiques à ne plus administrer et défendre que leurs possessions domestiques.
Mais à l'origine, leur situation et leur rôle dans le monde féodal sont ceux des familles les plus marquantes. Ils possèdent des abbayes, des églises paroissiales, en fondent de nouvelles, puis donnent ou restituent les unes et les autres aux évêques, aux chapitres, aux monastères. Ils ont une part considérable dans les événements contemporains du Maine et de l'Anjou, de la France même et de l'Angleterre, comme l'attestent les chroniques ; prennent part aux croisades, soit en Orient, soit contre les Albigeois ; jouissent d'une influence très grande dans les affaires de la province, dont témoigne le nombre des chartes passées en leur nom ou qu'ils signent comme témoins. Ils font la guerre et comptent des alliances royales. Enfin les évêques du Mans et d'Angers sont souvent pris de leur sang.
Les vicomtes du Maine furent toujours opposés aux Normands. Quand les comtes d'Anjou le devinrent aussi du Maine par suite du mariage vers 1110 de la fille du comte Elie au fils de Foulque IV Réchin, ils s'attachèrent fidèlement à eux, et quand les Plantagenêts montèrent sur le trône d'Angleterre, les vicomtes les servirent encore et en reçurent de grands avantages, jusqu'au jour où le rôle de Jean sans Terre et l'habileté politique de Philippe-Auguste les eurent pour toujours détachés du parti anglais et gagnés à la cause française.
Le premier soin des représentants de l'ancienne féodalité fut d'élever des châteaux-forts pour défendre leurs domaines ou la province. Les vicomtes du Maine n'y manquèrent pas. Ce qu'ils édifièrent en ce genre ne représente pas seulement quelques forteresses isolées, mais toute une ligne de défense, allant du nord-est au sud-ouest, de Fresnay, Bourg-le-Roi, Beaumont, Sillé, à Courtaliéru, Évron, Sainte-Suzanne et Thorigné-en-Charnie. C'était une forte barrière qui céda quelquefois à l'invasion normande, mais qui l'arrêta aussi, spécialement devant Sainte-Suzanne.
Quelques-uns de ces donjons furent remis aux mains de puissants vassaux qui les tenaient en fief du vicomte, ou à des alliés comme Sillé qui subit toujours le même sort que les autres forteresses. Tout cet ensemble de châteaux sur une seule ligne, en face du même ennemi, indique certainement un plan de défense dont l'initiative ne peut avoir appartenu qu'aux vicomtes de Beaumont et de Sainte-Suzanne. En dehors des forteresses du Saonnois attribuées aux comtes de Bellême, on ne trouve nulle part ailleurs un pareil système de fortifications solidement bâties d'épaisses murailles, mais seulement des châteliers (châtelets, châtres) en terre, mottes, retranchements, fossés, palissades, édifiés et défendus par les fidèles des premiers barons.

## Généalogie
La famille de Beaumont, puis de Beaumont-Brienne, domina cette région du Maine du Xe  au  XIVe siècle.
La filiation des vicomtes du Maine a été solidement établie :
- par M. Robert Latouche pour le XIe siècle, dans son Histoire du comté du Maine (p. 127-131) ;
- pour la branche de Braitel par le vicomte Menjot d'Elbenne (Revue Historique et Archéologique du Maine, t. I, p. 213).

M. Depoin a donné une contribution utile à cette étude (Les vicomtes du Mans et la maison de Bellême), mais non complètement exacte.
M. Hucher (Revue Historique et Archéologique du Maine, t. XI, p. 319-408) était en sérieux progrès sur tous ceux qui l'avaient précédé, surtout au point de vue monumental.
L'étude de Dom Guilloreau sur Étival-en-Charnie est puisée aux sources (Revue Historique et Archéologique du Maine, t. XLIX, p. 113 ; t. LII, p. 121).
L'œuvre d'Odolant-Desnos, quelquefois bonne à suivre, est de valeur très inégale. Toutes les autres généalogies sont pleines d'erreurs, même pour le XIIIe siècle.

## Les dix-huit vicomtes de Beaumont, Fresnay et Sainte-Suzanne duXeauXIVesiècle
- Hubert Ier (v. 910-) (à l'existence peu assurée !)
- Raoul Ier (v. 935) X 960 Godehilde (940-) (Raoul Ier, II et III sont peut-être le même individu, ou du moins des personnages à recomposer en partie : cf. l'article Raoul II, avec des origines possibles pour la dynastie vicomtale)
- Raoul II (v. 960 - v. 1013/1015) X Wildenoris (ou Lucie de Sainte-Suzanne ?)
- Raoul III de Beaumont-au-Maine (attesté en 997 – >1040) X Godebelt ou Goldehilis (de Bellême ?)
- Raoul IV de Beaumont-au-Maine (- v. 1040/1049) X Eremburge (> 997 - < 1049). Son frère cadet est Geoffroi de Sablé ; ils ont peut-être une sœur, Emmeline/Odeline, qui épouserait Hugues (Ier) de Lavardin d'Amboise et serait mère de Lisois
- Raoul V de Beaumont-au-Maine (– v. 1065) X v. 1048 Emma de Montrevault, dame du Lude (v. 1030 – 12 septembre 1058 Abbaye Saint-Serge d'Angers), fille d'Étienne de Montrevault du Lude, et d'Audeberge/Adeberge de Vendôme (issue des vicomtes de Vendôme ; le Grand-Montrevault semble échoir à Etienne par sa femme A(u)deberge ; pour Le Lude, Etienne l'avait-il de son propre chef ?). Fondateur du Prieuré de Vivoin (Sarthe) en 1058-1062. Son frère cadet est Geoffroi de Braitel
- Hubert (II) de Beaumont-au-Maine, dit Hubert de Sainte-Suzanne (v. 1030 – avant 1095), X 6 décembre 1067 Ermengarde de Nevers, fille de Guillaume Ier de Nevers et d'Ermengarde de Tonnerre. Guillaume Ier de Nevers est le fils de Renaud Ier de Nevers et d'Alix de France (1003-ap. 1063), qui est elle-même la fille de Robert II le Pieux et la petite-fille d'Hugues Capet, rois des Francs. Hubert avait pour frère cadet Raoul VI Payen, vicomte de Montreveau/Montrevault, x Agathe de Vendôme fille de Foulques "L'Oison", comte de Vendôme : d'où la suite des vicomtes du Grand-Montrevault (vicomtes par extrapolation du titre vicomtal de Vendôme, leur origine ; ou par réminiscence d'un ancien possesseur des Mauges, Renaud Torench, vicomte d'Anjou de 966 à 990, père de l'évêque Renaud II) ; leur sœur Haberge/Audeberge/Hildeburge épouse Guillaume II Talvas de Bellême et d'Alençon
- Raoul VII de Beaumont-au-Maine (v. 1060 – 1119/20/25 abbaye d'Étival-en-Charnie) X 1095 Adénor (de Laval (1080-), peut-être fille de Guy II « le Chauve » de Laval et de Denise de Mortain nièce du Conquérant ?). Fondateur, à la suite de sa rencontre avec saint Alleaume, de l'Abbaye d'Étival-en-Charnie. Sa sœur Godeheult, (ou Godehildis ou Godehilde)  en devient la première abbesse
- Roscelin de Beaumont-au-Maine (v. 1094/1100 – 1176 abbaye d'Étival-en-Charnie) X <1135 Constance FitzRoy( v. 1098/1105 -), fille illégitime d'Henri Ier « Beauclerc », roi d'Angleterre (v. 1068-1135), fils cadet de Guillaume le Conquérant
- Richard Ier de Beaumont-au-Maine (v. 1137 – 1199 abbaye d'Étival-en-Charnie) X <1177 Lucie de l'Aigle (v. 1145 - >1217), fille de Richer/Richard II de L'Aigle et de Béatrice (ou poss. de Sophie de Montbéliard ?). Le frère cadet de Richard de Beaumont était sans doute Raoul de Beaumont, évêque d'Angers en 1177-1197

NB : Une fille de Richard Ier et Lucie de l'Aigle, Ermengarde, épousera en septembre 1186 dans le palais de Woodstock Guillaume le Lion, roi d'Écosse depuis le 9 décembre 1165. Le mariage sera célébré par Baldwin, archevêque de Cantorbery ; le château d'Edimbourg sera restitué à Guillaume le Lion à cette occasion.
D'autres enfants cadets de Richard Ier furent : Guillaume de Beaumont, évêque d'Angers en 1202-1240 ; Constance de Beaumont, femme de Roger IV de Tosny, seigneur de Conches ; Pétronille ou Péronnelle, épouse sans postérité d'Alain Ier de Penthièvre
- Raoul VIII de Beaumont-au-Maine (v. 1175 – v. 1238 abbaye d'Étival-en-Charnie) X <1212 Agnès de La Flèche (v. 1195 - 1218 abbaye d'Étival-en-Charnie ; fille naturelle supposée d'un roi Plantagenêt : Jean ?)
- Richard II de Beaumont-au-Maine (v. 1205 – 1242 ou 1249, sans postérité) X 1221 Mahaut/Mathilde d'Amboise (- 12 mai 1256), Fille de Sulpice III d'Amboise et d'Isabelle de Chartres fille de Thibaud V de Blois
- Agnès de Beaumont-au-Maine (v. 1235 – 1301 ou 1304 abbaye d'Étival-en-Charnie ; aussi dame de Sainte-Suzanne, Fresnay et Loué, du Lude, L'Aigle et La Flèche) X 12 février 1253 Louis Ier « d'Acre » de Brienne (vers 1230-vers 1285), fils de Jean de Brienne, roi de Jérusalem et empereur de Constantinople, et de Bérengère, infante de Castille et León, fille d'Alphonse IX de León et de sa seconde épouse Bérengère de Castille. Louis de Brienne devient Vicomte de Beaumont, et ses successeurs sont donc des Beaumont-Brienne, poursuivis plus tard dans les Maisons Chamaillard d'Anthenaise, d'Alençon-Valois, et de Bourbon-Vendôme (Henri IV sera leur héritier) : cf. l'article Ste-Suzanne.

## Épilogue
- Sainte-Suzanne, la seule forteresse que Guillaume le Conquérant ne parvint jamais à prendre, est citée comme telle dans l'Histoire d'Angleterre (« St.Suzanne, the one castle which the Conqueror himself could never take »)[2]… Mais l'inimitié fut passagère :
- Le petit-fils d'Hubert,  Roscelin de Beaumont-au-Maine, se marie avec Constance FitzRoy, fille d'Henri Ier « Beauclerc » roi d'Angleterre, (1068-1135), celui-ci étant le plus jeune fils de Guillaume le Conquérant
- Le fils de Roscelin et de Constance, Richard Ier de Beaumont de Beaumont-au-Maine, épouse Lucie de l'Aigle, arrière-petite-fille de Richer de l'Aigle tué à Sainte-Suzanne par les troupes d'Hubert en 1085... et l'une de leurs filles, Ermengarde de Beaumont, se marie le 5 septembre 1186 avec Guillaume Ier d'Écosse (v. 1143-1214), roi d'Écosse de 1165 à 1214 (cf. ci-dessus).

## Forteresses
Les vicomtes du Maine ont laissé des monuments importants au point de vue militaire qui n'ont de comparables que ceux du Saosnois attribués aux seigneurs de Bellême, et qui donnent une haute idée de leur puissance, de leur rôle et de l'étendue de leurs domaines. Ils les construisirent pour la protection, soit de leurs terres, soit de la province. Ces forteresses forment un système de défense des plus complets, barrant la route aux envahisseurs normands ; et l'on voit dans les chroniqueurs contemporains que tel fut le rôle des vicomtes. Les donjons cédèrent quelquefois aux coups des assaillants, mais ils réussirent aussi à les arrêter, comme nous l'avons vu dans l'histoire généalogique de la maison de Beaumont. Ils furent édifiés à diverses époques, mais tous avant la fin du XIIe siècle.
La ligne qu'ils suivent s'étend du N.-E. au S.-O. sur une longueur de 70 kilomètres, de Bourg-le-Roi jusqu’à Thorigné ou même jusqu’à Sablé. La plupart de ces édifices, presque tous rectangulaires dans leurs formes générales, accompagnés ou non de terrassements, de fossés et de fortes haies, sont restés presque intacts, ou du moins ont laissé des vestiges considérables. Leur étude d'ensemble est donc possible et intéressante ; elle permet de reconstituer des côtés et des aspects curieux de la vie de ces grands seigneurs féodaux.
- Bourg-le-Roi ;
- Beaumont-le-Vicomte, depuis Beaumont-sur-Sarthe ;
- Fresnay-le-Vicomte, depuis Fresnay-sur-Sarthe ;
- Sillé-le-Guillaume ;
- Courtaliéru ;
- Sainte-Suzanne ;
- Thorigné-en-Charnie ;
- Évron ;
- Sablé, depuis Sablé-sur-Sarthe.

## Sépultures
Les vicomtes du Maine, de la maison de Beaumont, eurent leurs sépultures dans l'abbaye d'Étival-en-Charnie, fondée pour les religieuses de saint Alleaume par Raoul VII de Beaumont en 1109. La plupart de ces monuments ont été retrouvés, en 1848, par M. Hucher, un archéologue. Jean de Brienne (v. 1148 - 21 mars 1237 à Constantinople) et son fils Louis d'Acre, (v. 1225 - v. 1297-1301, allié à Agnès de Beaumont, vicomte de Beaumont-au-Maine, Fresnay et Sainte-Suzanne par son mariage) furent inhumés dans la Chartreuse du Parc-en-Charnie.